# Мега Спилео
Мега Спилео (на гръцки: Μέγα Σπήλαιο, в превод на български: Голяма пещера) е православен манастир в Гърция. Манастирът се намира на 10 км североизточно от Калаврита на 940 м надморска височина на склон на планината Хелмос. Манастирът се счита за най-древния от всички манастири в Гърция или поне със сигурност за един от най-древните.
Манастирът на Великата пещера се издига до скала над дефилето на река Бураик или Вурайкос. Първите сгради на манастира са построени в естествена пещера, от която манастирът получава името си. Внушителният днешен осеметажен комплекс на манастира е частично вкопан в скалата, надвиснала над него. Католиконът е вграден в скалата и представлява кръстовидна църква. Запазени са стенописите ѝ от 1653 г., мраморните подови плочки и резбования дървен иконостас от XVII век. Наосът е изписан в началото на XIX век.
Манастирът на Великата пещера е основан през 362 г. от братята Симеон и Теодор, монаси от Солун. По византийско време е обдаряван редовно и притежава недвижими имоти в Константинопол, Смирна, Солун и много земи в Ахая и Елида за издръжка – „Метохион“ (Μετόχια). Опожаряван е неколкократно: през 840 г.; 1285 г.; 1400 г.; 1640 г. и 1934 г. След пожара през 1285 г. манастирът е възстановен от император Андроник II Палеолог. Ирландският пътешественик Едуард Додуел по време на обиколките си в района през периода 1801 – 1806 г. отбелязва, че манастирът е обитаван от 450 монаси. Монасите се включват активно в гръцката революция още по време обсадата на Триполица, в която участват 40 от тях. По-късно през 1820-те османските сили под командването на Ибрахим паша правят три неуспешни опита да превземат манастира.
Според преданието манастирската релефна восъчна чудотворна икона „Богородица Мегаспилеотиса“, т.е. Великопещерна, и защитничка на манастира, го спасява както винаги. Вярва се, че тази икона е една от трите запазени икони с образа на евангелист Лука. 
В манастира се пазело изображение на Йоан Дука Ангел Палеолог Раул Ласкарис Торник Филантропин Асен, чийто основни епоними са на царете възстановители на Втората българска държава. 